# Trstenik (Benedikt)
Trstenik is een plaats in Slovenië en maakt deel uit van de gemeente Benedikt in de NUTS-3-regio Podravska. De plaats telde 107 inwoners op 1 januari 2020.